# Лю Инь (кёрлингистка)
Лю Инь (кит. упр. 柳荫, пиньинь Liǔ Yìn; род. 19 августа 1981, Харбин) — китайская кёрлингистка и тренер по кёрлингу,
В составе женской сборной Китая участник двух зимних Олимпийских игр (бронзовый призёр на Играх 2010 года), восьми чемпионатов мира (чемпион в 2009), десяти Тихоокеанско-азиатских чемпионатов (пятикратный чемпион), чемпион зимней Универсиады 2009, участник двух зимних Азиатских игр.
В «классическом» кёрлинге (команда из четырёх человек одного пола) играла в основном на позиции третьего.

## Достижения
- Зимние Олимпийские игры: бронза (2010).
- Чемпионат мира по кёрлингу среди женщин: золото (2009), серебро (2008).
- Тихоокеанско-азиатский чемпионат по кёрлингу: золото (2006, 2007, 2008, 2009), серебро (2004, 2005).
- Зимние Универсиады: золото (2009).
- Зимние Азиатские игры: бронза (2007).

## Команды
| Сезон   | Четвёртый     | Третий     | Второй        | Первый     | Запасной                                                                      | Турниры                                 |
| ------- | ------------- | ---------- | ------------- | ---------- | ----------------------------------------------------------------------------- | --------------------------------------- |
| 2002—03 | Юэ Циншуан    | Чжоу Янь   | Zhao Zhenzhen | Zhan Jing  | Лю Инь                                                                        | ТАЧ 2002 (5 место)                      |
| 2002—03 | Zhao Zhenzhen | Лю Инь     | Zhan Jing     | Юэ Циншуан | Ван Бинъюй тренер: Тань Вэйдун                                                | ЗАИ 2003                                |
| 2004—05 | Ван Бинъюй    | Юэ Циншуан | Лю Инь        | Чжоу Янь   | Юй Синьна тренер: Тань Вэйдун                                                 | ТАЧ 2004 · ЧМ 2005 (7 место)            |
| 2005—06 | Ван Бинъюй    | Юэ Циншуан | Чжоу Янь      | Лю Инь     | тренеры: Чжан Вэй, Тань Вэйдун                                                | ТАЧ 2005                                |
| 2005—06 | Ван Бинъюй    | Юэ Циншуан | Лю Инь        | Чжоу Янь   | Сунь Юэ тренер: Тань Вэйдун                                                   | ЧМ 2006 (5 место)                       |
| 2006—07 | Лю Инь        | Ван Бинъюй | Юэ Циншуан    | Чжоу Янь   | Сунь Юэ тренеры: Тань Вэйдун, Perry Randy (ЗАИ)                               | ТАЧ 2006 · ЗАИ 2007 · ЧМ 2007 (7 место) |
| 2007—08 | Ван Бинъюй    | Юэ Циншуан | Лю Инь        | Чжоу Янь   | Лю Цзиньли тренеры: Тань Вэйдун, Даниэль Рафаэль                              | ТАЧ 2007                                |
| 2007—08 | Ван Бинъюй    | Лю Инь     | Юэ Циншуан    | Чжоу Янь   | Лю Цзиньли тренер: Тань Вэйдун                                                | ЧМ 2008                                 |
| 2008—09 | Ван Бинъюй    | Лю Инь     | Юэ Циншуан    | Чжоу Янь   | Лю Цзиньли тренер: Даниэль Рафаэль                                            | ТАЧ 2008 · ЗУ 2009 · ЧМ 2009            |
| 2009—10 | Ван Бинъюй    | Лю Инь     | Юэ Циншуан    | Чжоу Янь   | Лю Цзиньли (ТАЧ, ЗОИ), Чжан Синьди (ЧМ) тренеры: Тань Вэйдун, Даниэль Рафаэль | ТАЧ 2009 · ЗОИ 2010 · ЧМ 2010 (7 место) |
| 2010—11 | Ван Бинъюй    | Лю Инь     | Юэ Циншуан    | Лю Сыцзя   | Сунь Юэ тренер: Тань Вэйдун                                                   | ТАЧ 2010                                |
| 2010—11 | Ван Бинъюй    | Лю Инь     | Юэ Циншуан    | Чжоу Янь   | Юй Синьна тренер: Чжан Вэй                                                    | ЧМ 2011                                 |
| 2012—13 | Ван Бинъюй    | Лю Инь     | Юэ Циншуан    | Чжоу Янь   | Лю Цзиньли тренер: Тань Вэйдун                                                | ТАЧ 2012 · ЧМ 2013 (9 место)            |
| 2013—14 | Ван Бинъюй    | Лю Инь     | Юэ Циншуан    | Чжоу Янь   | Цзян Илунь тренер: Тань Вэйдун (ТАЧ), Марсель Рок (ЗОИ)                       | ТАЧ 2013 · ЗОИ 2014 (7 место)           |

(скипы выделены полужирным шрифтом)

## Результаты как тренера национальных сборных
| Год  | Турнир                                                             | Сборная                            | Место |
| ---- | ------------------------------------------------------------------ | ---------------------------------- | ----- |
| 2016 | Зимние юношеские Олимпийские игры 2016                             | Китай (смешанная команда)          | 11    |
| 2016 | Зимние юношеские Олимпийские игры 2016 Jenny Jonasson / Du Hongrui | Швеция/ Китай · (смешанная пара)   | 17    |
| 2016 | Зимние юношеские Олимпийские игры 2016 Zhao Ruiy / Андреас Хорстад | Китай/ Норвегия · (смешанная пара) | 3     |
| 2018 | Кубок мира по кёрлингу 2018/2019 (2 этап)                          | Китай (женщины)                    | 8     |